# Alejo de Vahía
Alejo de Vahía (? - circa 1515) fue un escultor gótico de probable origen nórdico, ya que su formación artística parece proceder de la zona del Bajo Rin. Se estableció en España, donde desarrolló su actividad escultórica en un periodo de tiempo impreciso, comprendido entre 1475 y 1515. Se desconoce la fecha de su nacimiento aunque se sabe que falleció en 1515 o previamente, deducción que hace Oliva Herrer a partir del censo de Becerril de Campos, en que aparece su mujer como viuda.
No firmaba sus obras y su personalidad se ha reconstruido gracias a su estilo personal muy definido, y a un solo dato documental. Es, sin duda, el escultor con mayor obra conocida entre todos los que trabajan en Castilla a finales del  XV, pero a causa de su constancia en repetir esquemas y modelos -que, por otra parte, hace muy fácil el reconocimiento de sus obras- es difícil trazar su evolución estilística.
En un primer momento se aposentó en Valencia, pero a finales del  XV fijó su residencia en la localidad palentina de Becerril de Campos, consiguiendo una más que aceptable posición económica. En esta población organizó un próspero taller que abasteció a un amplio pero modesto mercado, principalmente a la zona de Palencia y Valladolid. Mediante atribuciones basadas en el estudio de su estilo, también se sabe que tuvo relación con la ciudad de Oviedo, donde entre 1491 y 1497 intervino en la sillería de coro de su catedral junto a muchos maestros extranjeros.
Parte de su obra está realizada en piedra, como los sepulcros de los Núñez de la Serna en la iglesia de Santiago de Valladolid o las ménsulas que realiza en el Colegio Mayor de Santa Cruz, también en Valladolid. Sin embargo, su obra está compuesta mayoritariamente por imaginería devocional realizada en madera policromada, entre la que destacan la María Magdalena del retablo mayor de la Catedral de Palencia, el púlpito de la colegiata de Ampudia, los Doctores de la Iglesia del Museo Diocesano de Valladolid y una extensa serie de vírgenes con el niño.

## Primeros estudios y situación actual

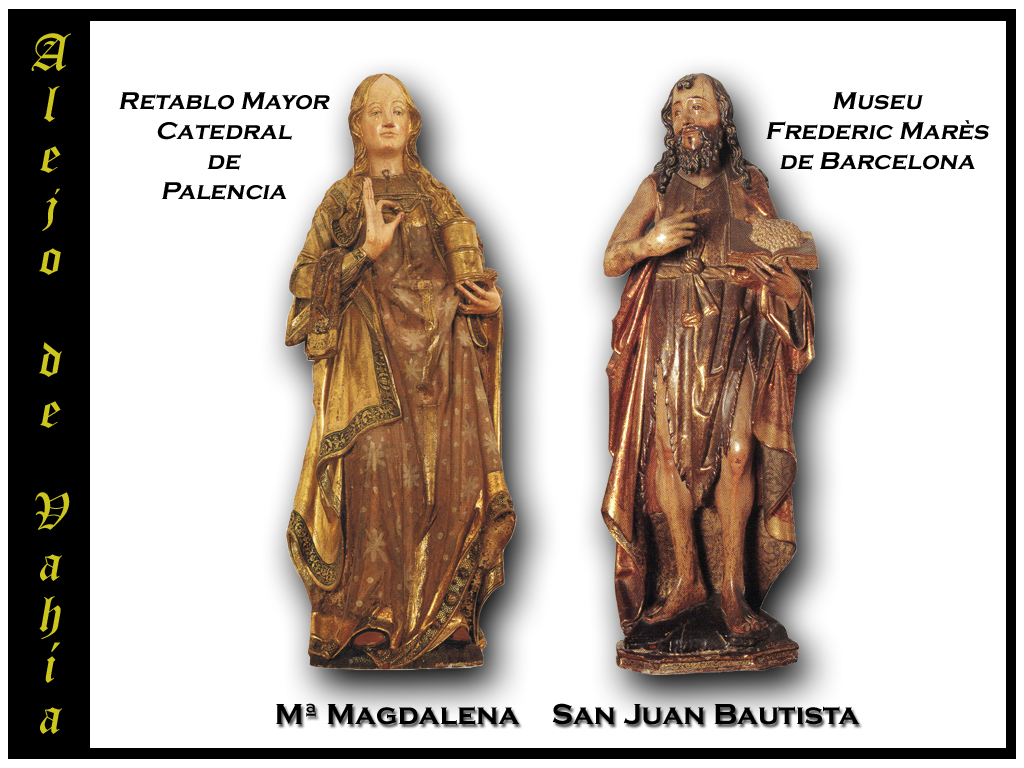
A través de la Magdalena de la catedral de Palencia se ha estudiado todo el estilo de Alejo de Vahía. La pista del San Juan que hacía pareja con esta imagen se perdió, pero el historiador de arte Yarza Luaces cree que el San Juan del Museo Marès de Barcelona es el que correspondería al del encargo de 1505 para la catedral palentina.

En lo que a su identificación se refiere, la figura de Alejo de Vahía es relativamente nueva en la Historia del Arte, aunque se conocía  la existencia de una serie de esculturas en la zona de Tierra de Campos que indicaban un estilo personal y que presentaban las características propias del último periodo gótico.
El primero en percibirse de ello fue Weise -1925-, quien destacó la semejanza de un limitado número de obras dentro del círculo hispano-flamenco palentino. 
Wattenberg en 1964 vio, además, los mismos rasgos en las esculturas del Colegio de Santa Cruz de Valladolid. De modo que, intuyendo la existencia de una personalidad de estilo, denominó al autor con el nombre de Maestro de Santa Cruz, al que identificó con Rodrigo de León, siguiendo la atribución que Esteban García Chico había hecho a este artista de una de ellas, la Piedad de la iglesia de Santa Cruz de Medina de Rioseco, dato pronto corregido por Martín González en 1969 tras un análisis del dato documental.
A la misma conclusión llegó Ignace Vandevivere tras estudiar el retablo mayor de la Catedral de Palencia. Sus estudios le llevaron a identificar con un tal Alexo de Vahia una de las esculturas atribuidas por Wattenberg al Maestro de Santa Cruz; se trata de la Magdalena que se encuentra actualmente en el nicho más alto de la calle exterior derecha. Según consta en la copia del contrato que se conserva registrado en el Libro de las obras de la Catedral, se sabe que el día 4 de junio de 1505 «se encargó a Alexo de Vahia, ymaginario vecino de Becerril una Magdalena junto con un San Juan Bautista para el retablo mayor de la mencionada Catedral.»
Los razonamientos que Vandevivere aducía para establecer dicha identidad se fundamentaban en un análisis minucioso del proceso de realización del retablo. En primer lugar, el obispo Diego de Deza había donado el día 19 de marzo de 1504, 300 000 maravedís a la Catedral de Palencia para la ejecución del retablo mayor, que estaría situado en la capilla actual del Sacramento. El 22 de enero del mismo año había hecho ya un contrato con Pedro de Guadalupe, autor del ensamblaje del retablo del Colegio de Santa Cruz de Valladolid, para que, siguiendo el modelo de éste, hiciese el del retablo de la Catedral. Entretanto, Deza, nombrado arzobispo de Sevilla, se trasladó a dicha ciudad.  El 4 de junio de 1505 la comisión encargada del retablo contrató con Alejo de Vahía la ejecución de dos esculturas. En el contrato se lee que:

una de señor Sant Juan Batista y otra de la Madalena, de bulto y madera de nogal bueno sano y limpio, acabadas en perfeçión y puestas en Palencia, todo a su costa solo lo que toca a su ofiçio de ymaginario. Conviene a saber: con sus insynias, e la de Sant Juan en que aya çinco palmos y medio de vara para la parte de la mano yzquierda de la Asunçión en el medio, y la de la Madalena en que aya çinco palmos de vara para la mano derecha de la Asunción en lo alto.

Pero antes de que se le hubiese librado a Alejo de Vahía el importe total de las esculturas, éstas fueron excluidas del plan del retablo, ya que fray Diego de Deza, conocedor ya del nuevo estilo renacentista, contrató la totalidad de la obra escultórica del retablo con Felipe Bigarny, el 1 de agosto de 1505. El cabildo vendió entonces el San Juan Bautista al convento de Santa Clara de Palencia, mientras que la Madalena de nogal que fizo Alexo permaneció en el taller de Pedro de Guadalupe, entre los objetos sobrantes de la obra del retablo.

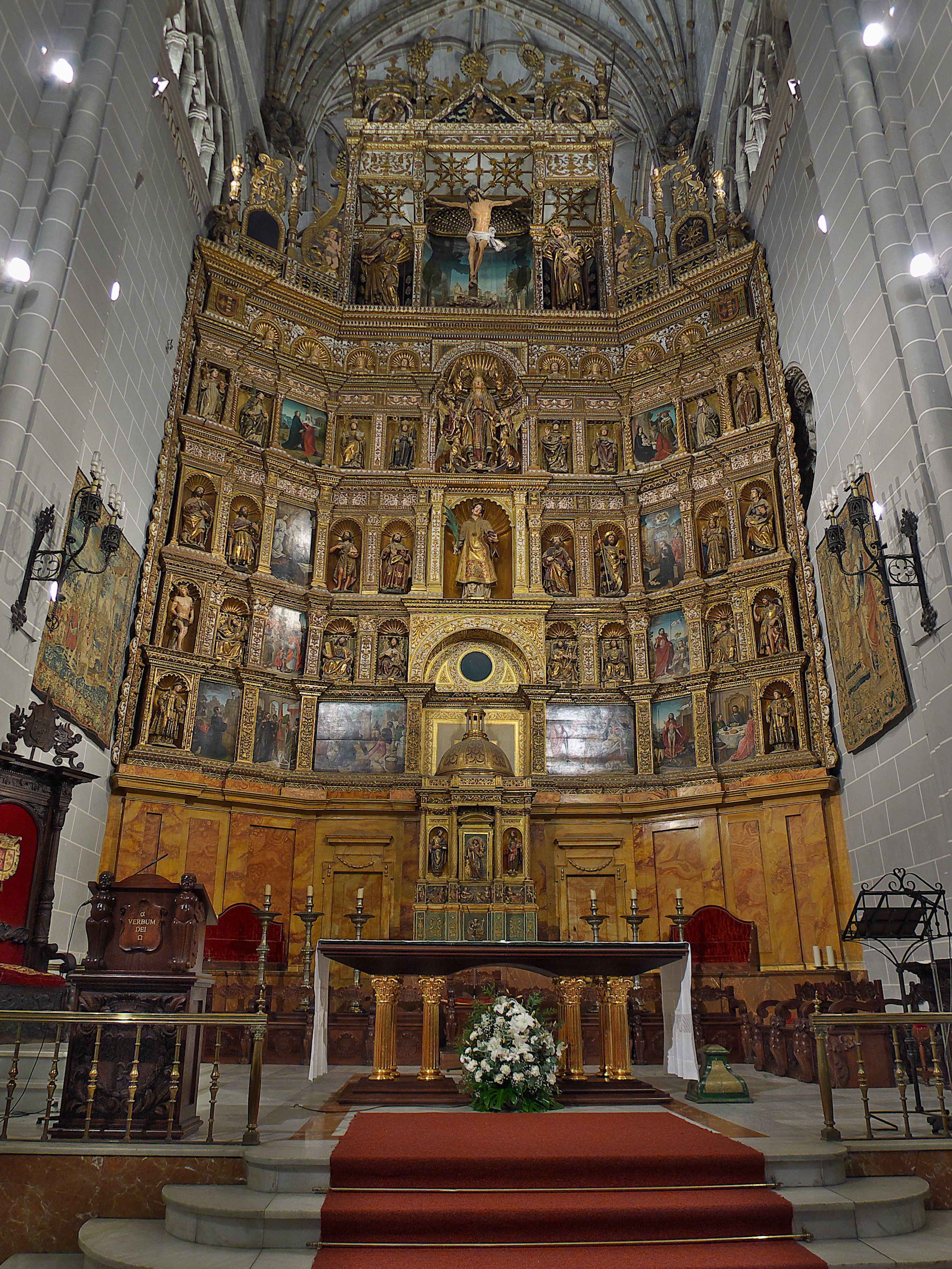
Retablo Mayor. Catedral de Palencia.

En 1509, el nuevo obispo, Juan Rodríguez de Fonseca, decidió trasladar el conjunto del retablo a la capilla mayor actual, pero al disponerlo en dicho lugar quedaba pequeño y fue necesario ampliarlo, tanto en anchura como en altura. Fue entonces cuando se le añadieron las pinturas de Juan de Flandes, introduciendo modificaciones en el ensamblaje, y cuando se remató con el Calvario de Juan de Balmaseda. 
Aun así, quedaban por completar cuatro nichos en las calles laterales, para los que se necesitaban esculturas. Parece muy posible pensar que una de ellas fuese la referida Magdalena contratada por Alejo, ya que la que actualmente se conserva en uno de los nichos laterales del retablo, además de ser en cuanto a estilo anterior a las restantes, coincide en términos generales con las medidas que se especifican en el contrato de Alejo de Vahía de 1505. Además, la atribución de esta imagen a Alejo de Vahia, vecino de Becerril, hecha por Vandevivere, parece confirmarse ante el hecho de que sea precisamente en esta localidad donde se conserve el mayor número de esculturas con las características de la referida Magdalena, y de que el resto de las obras se reparta en un área muy localizada en torno a ella.
Por lo tanto el estudio de Vandevivere hizo que el llamado hasta entonces Maestro de Santa Cruz pasara a tener nombre: Alejo de Vahía.
Finalmente ha sido también objeto de estudio de Yarza Luaces, publicando varios artículos y profundizando aún más en su obra y posible origen. En el Museo Marès de Barcelona hay nueve esculturas suyas, entre ellas un San Juan Bautista, que Yarza cree posible identificar con el realizado para el retablo mayor de la Catedral de Palencia, y en Francia existen también algunas, como la Virgen de la Leche del Museo del Louvre, una Santa en el Museo Goya de Castres o un busto relicario en Aviñón.
En el año 1987 se vendía por Edward R. Lubin un grupo del Llanto sobre Cristo muerto que anteriormente había pertenecido a la colección Bresset de París. Esta obra se encuentra en la actualidad en el Meadows Museum de Dallas.

## Biografía

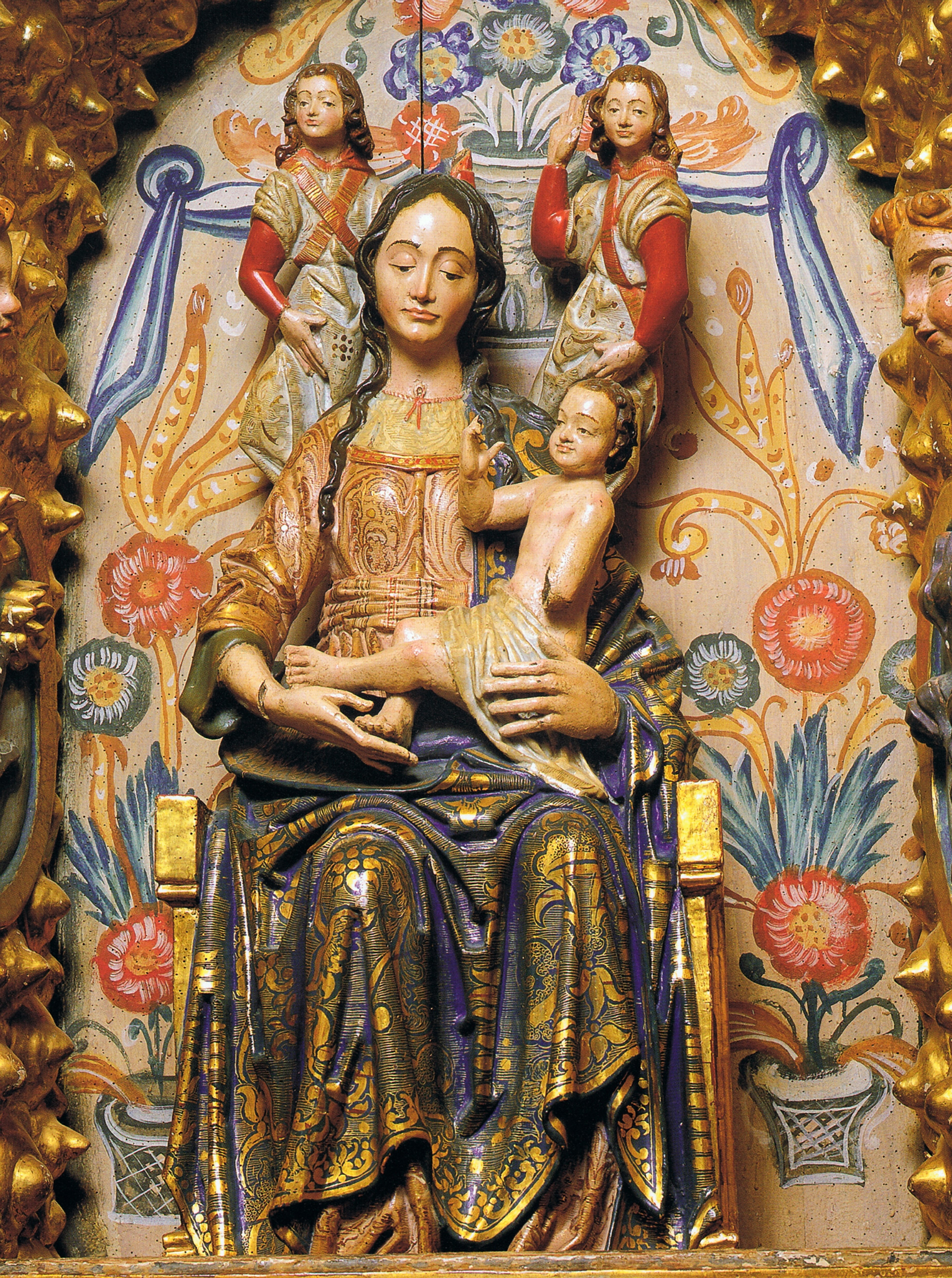
Virgen de los Ángeles, hacia 1500. Villafrechós (Valladolid).

Los datos con los que se cuenta, tanto de tipo documental como estilístico, vienen a suministrar un esquema biográfico incompleto, que sitúa el periodo de actividad de este artista o de su taller, aproximadamente entre 1475 y 1515, apuntando una ligerísima evolución en el desarrollo de sus formas, aun dentro de la inmutabilidad de sus características, desde unos esquemas plásticos planos, lineales y cortantes a otros un poco más redondeados y naturales.
No se sabe nada acerca de su origen aunque la repetición en sus esculturas de ciertos convencionalismos usados en los talleres del gótico tardío de Limburgo, Bajo Rin y Westfalia, obliga a no descartar una procedencia germana u holandesa.
Su rastro se percibe por vez primera en Valencia, donde realizó, hacia 1475, la magnífica Dormición de la Virgen de su catedral, pero debió de emigrar enseguida hacia Castilla, instalándose en Becerril de Campos.
De 1487 a 1491 se puede encontrar su estilo, ya hecho, en el Palacio de Santa Cruz (Valladolid) de Valladolid. A él pertenecen un grupo de ángeles portadores de los escudos del Cardenal Mendoza en las ménsulas de los nervios de las bóvedas del zaguán, del salón principal, de la sacristía de la capilla y del patio. Son también obra suya las puertas de madera de la Biblioteca del Colegio.
En fechas en torno a 1490 trabajó en un grupo de retablos para la provincia de Palencia en colaboración con los principales pintores de la época. Realizó el retablo mayor de la iglesia de Santa Eulalia en Paredes de Nava, cuyas pinturas se deben a Pedro Berruguete, para el que hizo el grupo central del Abrazo ante la Puerta Dorada y otras esculturas. El retablo de la iglesia de Santa María de Becerril, de escultura y pintura, en colaboración con Pedro Berruguete, se fecha igualmente hacia 1490. En ese mismo decenio realizó el retablo de la iglesia de Monzón de Campos, cuyas pinturas son del pintor Alejo, anteriormente conocido como Maestro de Sirga.
Entre 1491 y 1497 se fecha su actividad en la sillería de coro de la Catedral de Oviedo en la que intervinieron también otros maestros.
A partir de 1498 volvió a trabajar en Valladolid. Su estilo se reconoce en los bultos funerarios yacentes de dos parejas de esposos, realizados en alabastro, para la iglesia de Santiago. Pertenecen a la familia de Luis de la Serna, que adquirió el patronato de la capilla mayor de la iglesia.

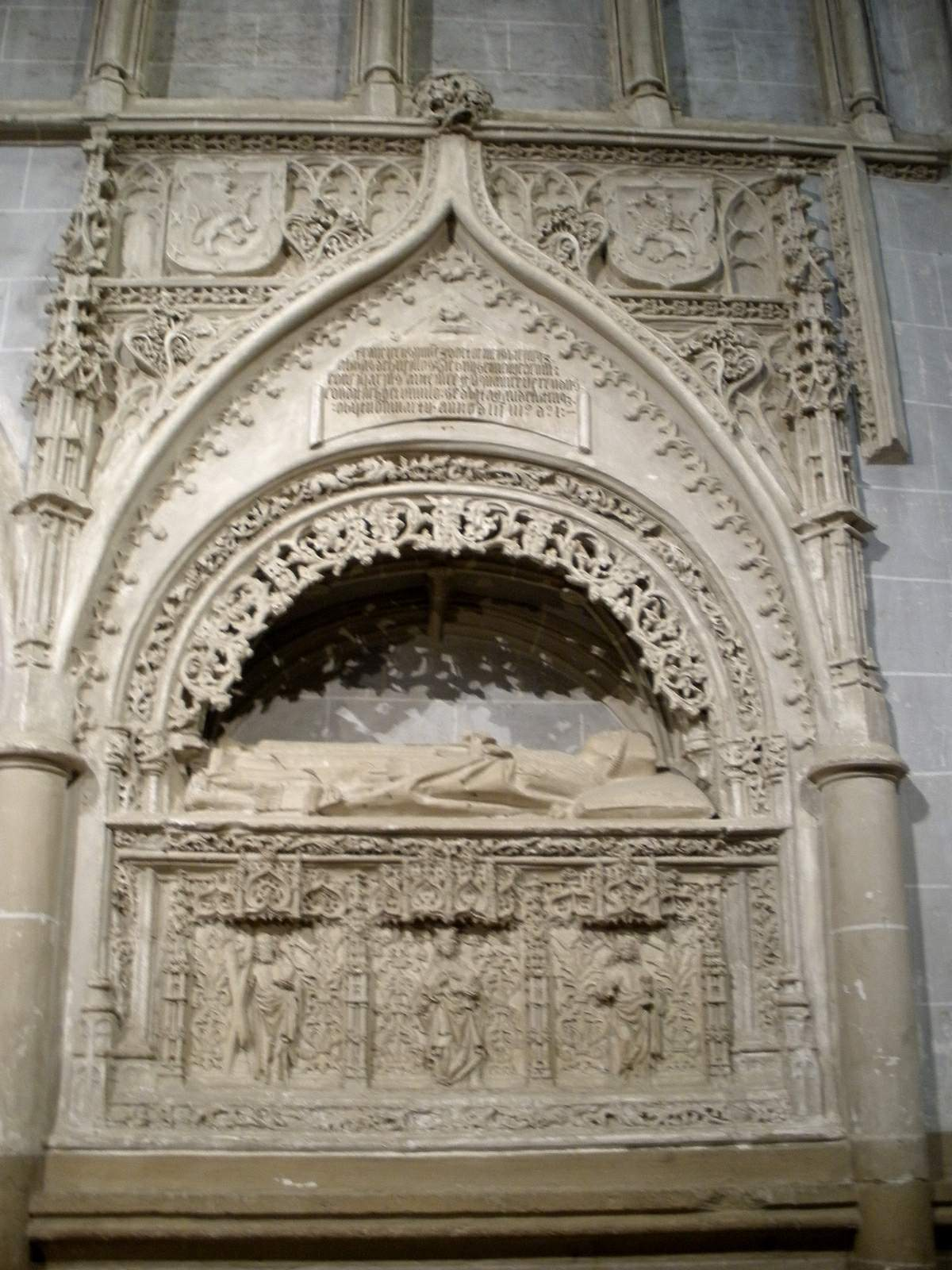
Sepulcro de Don Francisco Núñez, Abad de Husillos, 1501. Catedral de Palencia

El sepulcro de Don Francisco Núñez, Abad de Husillos, fallecido en 1501, y situado en la Catedral de Palencia, vuelve a ofrecer un nuevo hito cronológico en su producción. En 1505 recibió el encargo de la Magdalena para el retablo mayor de la misma catedral, que ha servido para identificarlo. En esa fecha era vecino de Becerril, desde donde atendería a los múltiples encargos a juzgar por las numerosas obras que se han conservado en la provincia. En 1509 falleció el Arcediano de Campos, Diego de Guevara, en cuyo sepulcro se reconoce también su estilo.
La lista de obras existentes en la provincia de Palencia es muy extensa, lo que pone de manifiesto la popularidad que alcanzó entre la alta clerecía palentina. También en los medios rurales debía de gozar de gran prestigio, a la vista de la dispersión de su obra, quizá porque no cobraba caras sus esculturas, ya que los 1.500 maravedís que le fueron pagados por una pieza como la Magdalena, es un precio muy bajo en comparación con los casi 4.000 que corresponderían por cada una de las esculturas del retablo mayor de la Catedral de Palencia a Felipe Bigarny, no estando obligado, además, a una intervención personal sino en cara y manos.
Sin embargo, su estilo goticista pudo resultar anticuado en ciertos ambientes. Esto es patente en los momentos en que se enfrenta con personalidades que, por cualquier tipo de razón, conocían el espíritu del Renacimiento. Por ejemplo, el obispo Diego de Deza ignoró sus esculturas, prefiriendo el estilo más vigoroso y naturalista de Felipe Bigarny.

## Características de estilo

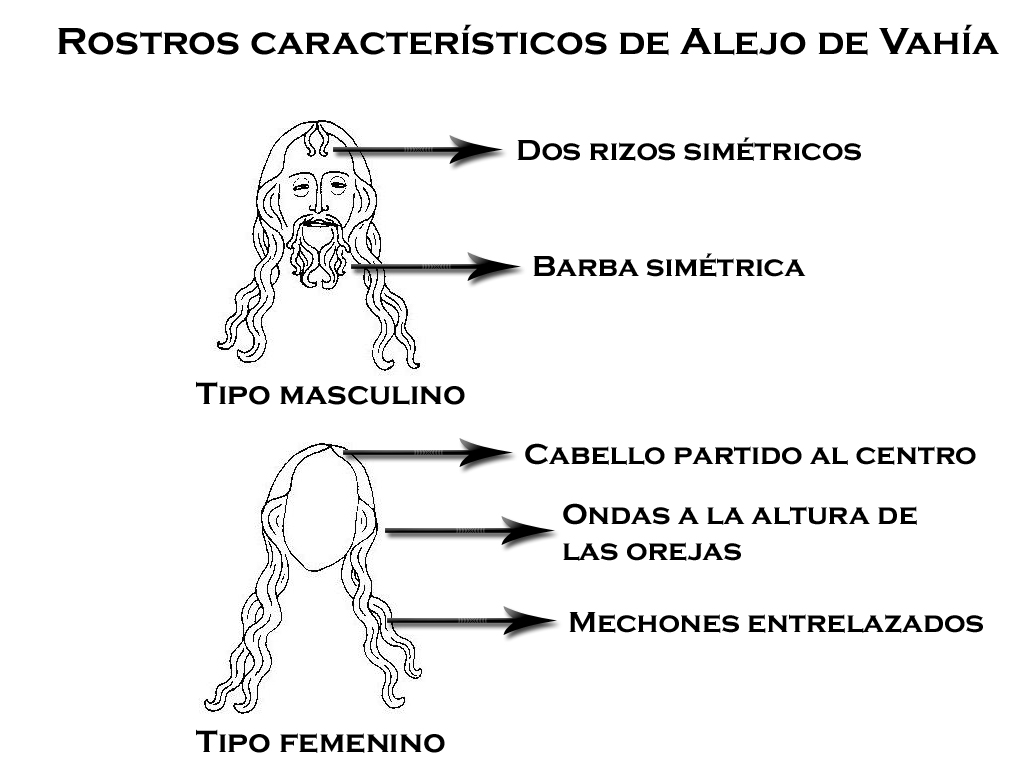
Rostros característicos de Alejo de Vahía.

El origen nórdico de su estilo es evidente, pues muchos de los convencionalismos empleados por el artista los vemos repetirse en las zonas de Limburgo, Bajo Rin y Westfalia. 
Para definir su estilo se ha tenido que partir de las características de la María Magdalena del retablo Mayor de la Catedral de Palencia y de aquellas figuras pertenecientes a un grupo en el que una de las esculturas las repita claramente.

### Composición de las figuras
El escultor parece partir de esquemas geométricos básicos a la hora de componer sus obras, de ahí el gran parecido que existe entre ellas. Las actitudes suelen mostrar un envaramiento característico, a lo que contribuyen la delimitación de los volúmenes mediante agudos bordes lineales que dan una dureza especial al conjunto. Sin embargo esta dureza queda contrarrestada en una buena parte por los vuelos curvos de los bordes de los mantos, por la misma afectación delicada de las posturas y sobre todo por el convencionalismo de las expresiones, que a fuerza de estereotipadas, presentan una mueca graciosa.

### Configuración de los rostros
Alejo de Vahía usa dos esquemas, válidos ambos tanto para figuras femeninas como masculinas: el oval, alargado y fino, y el circular, achatado y más fuertemente expresivo, en cuyos trazados se advierte la superposición de los esquemas curvos citados y otros poligonales que sirven para crear puntos de referencia. 
En el tratamiento de las cejas también se nota esta dualidad. En unos casos forman un arco de circunferencia continuo, desde las sienes hasta la nariz, y en otros la parte superior permanece recta, marcándose unos pliegues verticales en el entrecejo. Los ojos suelen ser abultados y un poco caídos hacia los lados, la nariz afilada y un poco redondeada en la punta, y las bocas se estiran adaptándose a una línea recta que queda interrumpida por dos pequeños pliegues verticales en las comisuras.

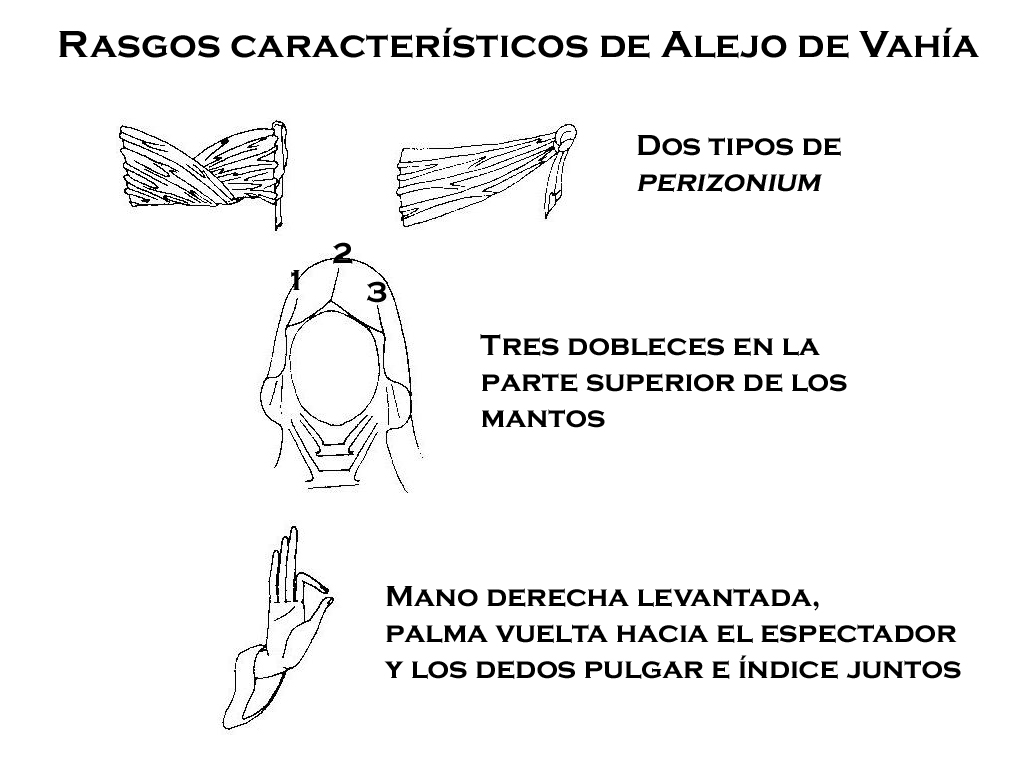
Rasgos propios de Alejo de Vahía.

### Tipos de cabellos
La forma más frecuente de disponer el cabello es partido al centro, con dos grandes ondas salientes a la altura de las orejas y, a partir de ellas, dividido en mechones que se entrelazan formando curvas. Además, en las cabelleras masculinas, es normal ver en el centro de la frente dos pequeños rizos simétricos.
También es muy característico el tratamiento que hace de las barbas. Partiendo de las comisuras de la boca, dibuja unas ondas simétricas que dejan un vacío debajo del labio inferior en forma de copa. Además, cuando el cabello es ensortijado, la barba lleva también rizos circulares.

### Concepción del cuerpo humano
Cuando se hace imprescindible el tratamiento del cuerpo humano, por el tema mismo, la anatomía está esquematizada. En general, las figuras tienen las caderas altas, el muslo corto en relación con la pierna, al menos en apariencia, y la tibia muy proyectada hacia delante en un agudo vértice. Emplea dos tipos de perizonium. En el primer tipo, uno de los extremos del lienzo, que pasa entre las piernas, se remete por delante formando un borde inferior horizontal, mientras que en el segundo tipo el paño se anuda a la cadera en posición horizontal.
También vemos repetirse una serie de detalles como el pliegue vertical del centro del pecho o el llamativo sistema de pliegues trapezoidales terminados en un gran vértice que se remete bajo el pie. Sin embargo, son especialmente notables los plegados que adoptan los mantos sobre las tocas, siempre con tres dobleces en la parte superior de la cabeza y dos ondas sobre los hombros, a diferencia de los velos que adoptan un sistema de pliegues lineales.
Asimismo, uno de los rasgos más característicos en Alejo de Vahía es la disposición de la mano derecha en un buen número de esculturas, levantada, con la palma vuelta hacia el espectador y los dedos pulgar e índice juntos.
En cualquier caso, se señala una cierta hispanización de su estilo -de ahí que Vandevivere se refiera con toda propiedad a Alejo de Vahía como un escultor hispano-renano-, así como una cierta evolución hacia un tratamiento más suave de las formas.

## Obras destacadas

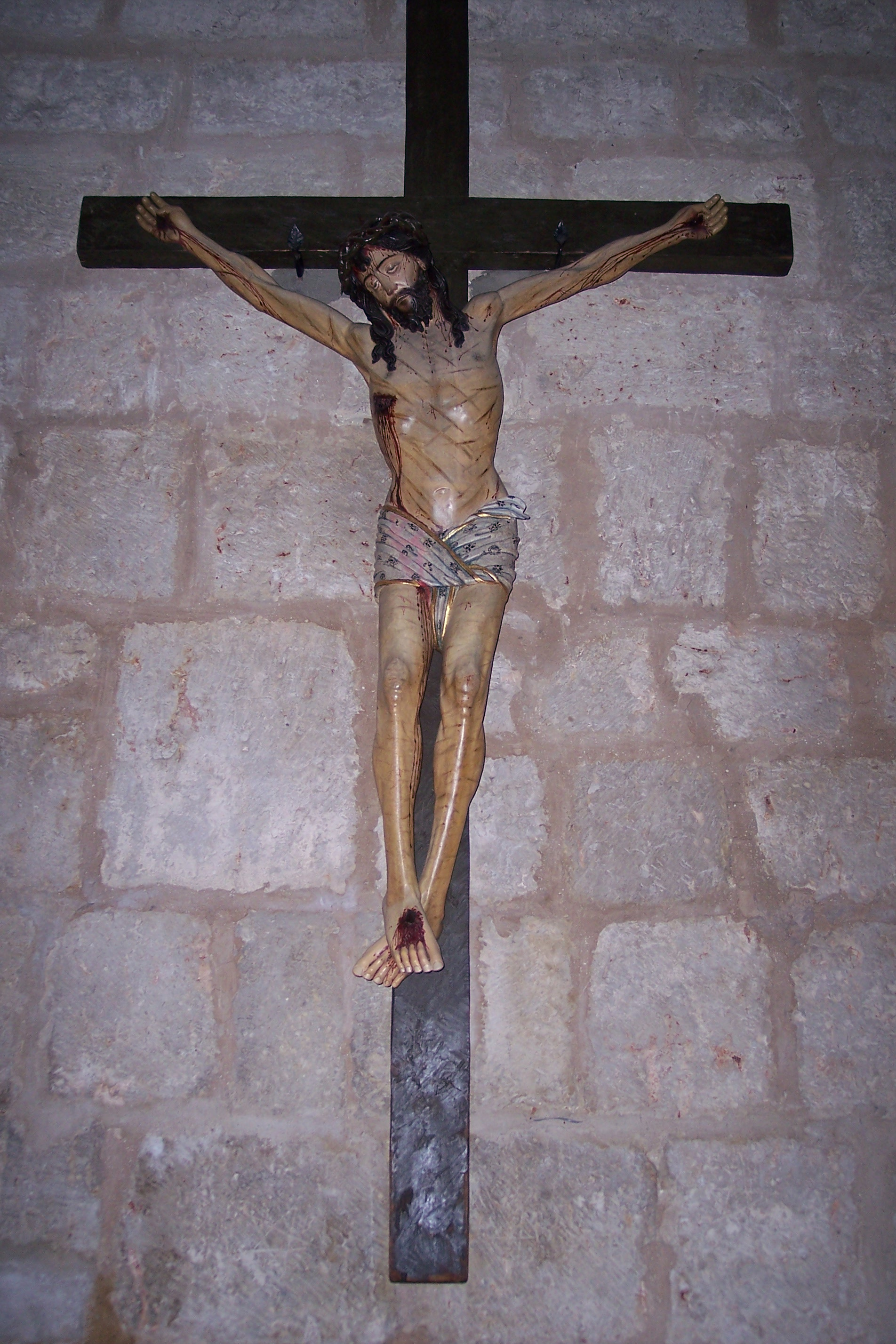
Cristo crucificado. Iglesia de san Francisco, Palencia.

- Dormición de la Virgen, hacia 1473-75. Catedral de Valencia.
- Abrazo ante la Puerta Dorada, hacia 1485-90. Museo parroquial de Santa Eulalia. Paredes de Nava (Palencia).
- Sillería de coro de la Catedral de Oviedo; hacia 1491-97. Sala capitular de la Catedral de Oviedo.
- El Padre Eterno. Finales del siglo XV. Iglesia-Museo de Santa María, Becerril de Campos (Palencia). En este museo se encuentra la que se considera mayor colección de obras de este escultor, 23 esculturas, incluyendo este número obras de taller y atribuciones.
- San Miguel, hacia 1500. Iglesia-Museo de Santa María, Becerril de Campos.
- Virgen de los Ángeles, hacia 1500. Real Monasterio de Santa Clara. Villafrechós (Valladolid).
- Virgen con el Niño, hacia 1500. Iglesia parroquial de Morales del Vino (Zamora).
- La Asunción de María, hacia 1500. Iglesia de santa María. Fuentes de Nava (Palencia).
- Cristo crucificado. Hacia 1500. Iglesia de san Francisco, Palencia.
- San Buenaventura. Hacia 1500. Museo Nacional de Escultura, Valladolid.
- Sepulcro de Don Francisco Núñez, Abad de Husillos, 1501. Catedral de Palencia.
- María Magdalena, 1505. Retablo mayor de la Catedral de Palencia.
- San Juan Bautista, 1505. Museu Frederic Marès, Barcelona.
- San Gregorio. Hacia 1508. Museo Diocesano y Catedralicio de Valladolid.
- Sepulcro de Don Diego de Guevara, Arcediano de Campos, 1509. Catedral de Palencia.
- Nuestra Señora la Antigua, hacia 1510. Iglesia parroquial del Salvador. Monzón de Campos (Palencia).
- Púlpito de la Colegiata de Ampudia. Hacia 1510. Ampudia (Palencia).
- Santa Ana Triple. Hacia 1510. Museo Catedralicio de Palencia.
- Llanto sobre Cristo muerto. Hacia 1510. Museo Diocesano y Catedralicio de Valladolid.